# Hervé Bayard

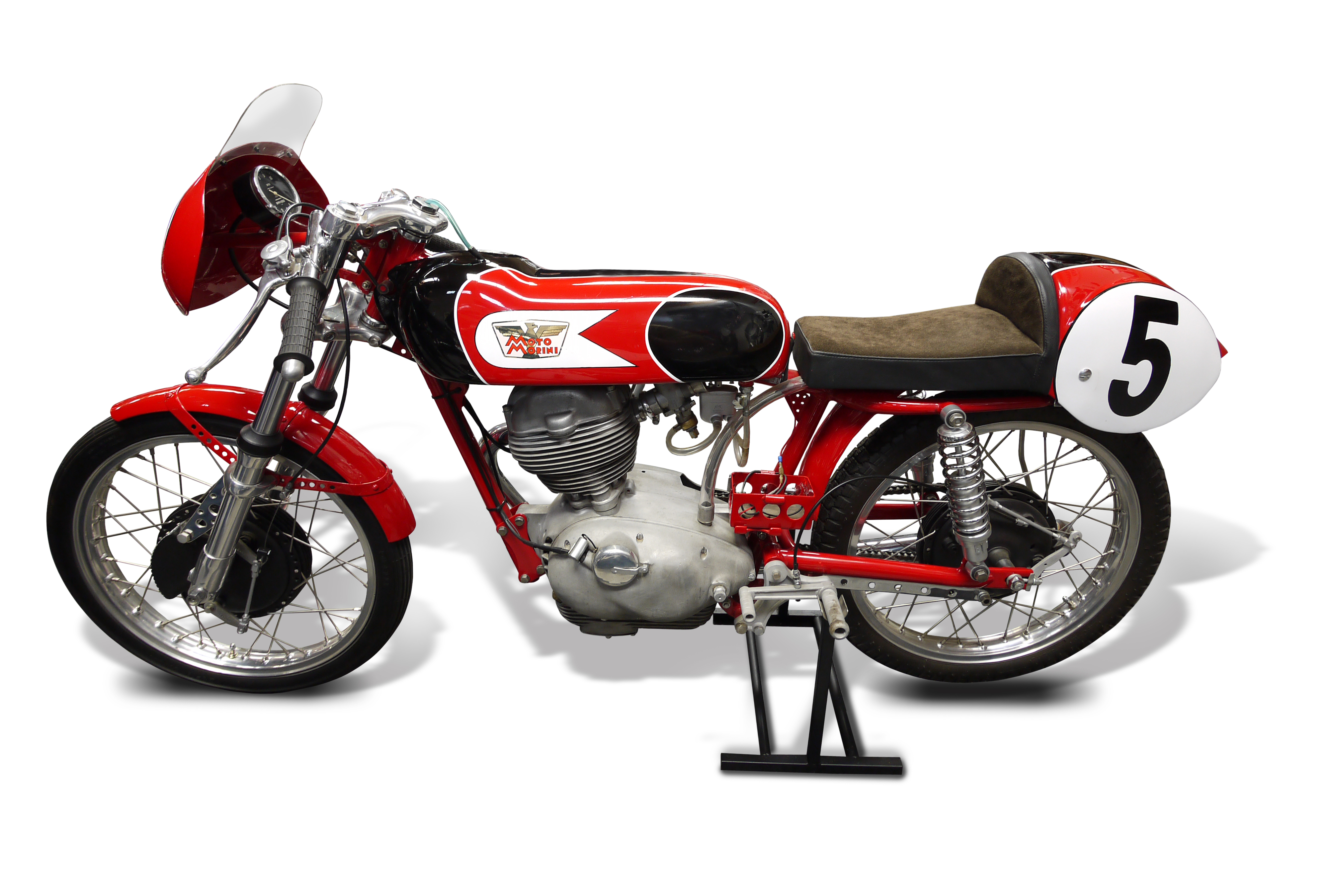
Hervé Bayards erstes Rennmotorrad; eine Moto Morini 175 Settebello

Hervé Bayard (* 20. November 1944 in Amiens) ist ein ehemaliger französischer Motorrad- und Autorennfahrer, der auch die belgische Staatsbürgerschaft besitzt.

## Karriere als Rennfahrer
Hervé Bayard begann seine Karriere in den 1960er-Jahren im Motorradsport. Erstes Rennmotorrad war eine 175-cm³-Moto-Morini 175 Settebello. 1963 wurde er Vizemeister in der französischen 175-cm³-Meisterschaft. Mitte des Jahrzehnts stieg er in den Automobilsport um. 1966 fuhr er im französischen Renault-8-Gordini-Cup und 1969 eine Saison in der französischen Formel-3-Meisterschaft. Es folgten Einsätze in der Europäischen Formel-5000-Meisterschaft 1971 und 1972.
Große Erfolge feierte Bayard im Bergrennsport. Zwischen 1982 und 1993 wurde er zehnmal belgischer Bergmeister. Siebenmal gewann er die Bergmeisterschaft von Luxemburg und 1970 auf einem Formel-2-Tecno die französische.
In den späten 1970er-Jahren bestritt er Sportwagenrennen und war viermal beim 24-Stunden-Rennen von Le Mans am Start. Seine beste Platzierung bei diesem 24-Stunden-Rennen war der 18. Endrang 1972.

## Statistik

### Le-Mans-Ergebnisse
| Jahr | Team                   | Fahrzeug                | Teamkollege      | Teamkollege  | Platzierung     | Ausfallgrund         |
| ---- | ---------------------- | ----------------------- | ---------------- | ------------ | --------------- | -------------------- |
| 1972 | Wicky Racing Team      | Porsche 907             | Walter Brun      | Peter Mattli | Rang 18         |                      |
| 1973 | Jean Sage              | Porsche 911 Carrera RSR | René Ligonnet    |              | Ausfall         | Zylinderkopfdichtung |
| 1975 | Racing Team Schulthess | Lola T284               | Heinz Schulthess |              | Ausfall         | Chassis gebrochen    |
| 1981 | Écurie Renard-Delmas   | Renard-Delmas D1        | Louis Descartes  |              | nicht klassiert |                      |

### Einzelergebnisse in der Sportwagen-Weltmeisterschaft
| Saison | Team                 | Rennwagen               | 1   | 2   | 3   | 4   | 5   | 6   | 7   | 8   | 9   | 10  | 11  | 12  | 13  | 14  | 15  |
| ------ | -------------------- | ----------------------- | --- | --- | --- | --- | --- | --- | --- | --- | --- | --- | --- | --- | --- | --- | --- |
| 1972   | Wicky Racing         | Porsche 907             | BUA | DAY | SEB | BRH | MON | SPA | TAR | NÜR | LEM | ZEL | WAT |     |     |     |     |
| 1972   | Wicky Racing         | Porsche 907             |     |     |     |     | 4   |     |     |     | 18  |     |     |     |     |     |     |
| 1973   | Jean Sage            | Porsche 911 Carrera RSR | DAY | VAL | DIJ | MON | SPA | TAR | NÜR | LEM | ZEL | WAT |     |     |     |     |     |
| 1973   | Jean Sage            | Porsche 911 Carrera RSR |     |     |     |     | DNF |     |     |     |     |     |     |     |     |     |     |
| 1975   | Heinz Schulthess     | Lola T284               | DAY | MUG | DIJ | MON | SPA | PER | NÜR | ZEL | WAT |     |     |     |     |     |     |
| 1975   | Heinz Schulthess     | Lola T284               | DNF |     |     |     |     |     |     |     |     |     |     |     |     |     |     |
| 1981   | Écurie Renard-Delmas | Renard-Delmas D1        | DAY | SEB | MUG | MON | RIV | SIL | NÜR | LEM | PER | DAY | WAT | SPA | MOS | ROA | BRH |
| 1981   | Écurie Renard-Delmas | Renard-Delmas D1        |     |     |     |     | DNF |     |     |     |     |     |     |     |     |     |     |